# Bert Theunissen
Bert Theunissen (Arnhem, 31 augustus 1939) is een voormalig Nederlands voetballer en voetbaltrainer.

## Spelersloopbaan
Theunissen begon als speler bij Vitesse. Later kwam hij uit voor DOS, Heracles en PSV. Namens laatstgenoemde club nam hij op 8 november 1964 in een uitwedstrijd bij Sittardia (2-5) alle vijf Eindhovense doelpunten voor zijn rekening. Dat record werd 55 jaar later geëvenaard door Donyell Malen. In 1964 vertrok de trefzekere spits naar Zwitserland, waar hij voor Young Boys ging spelen. In 1966 eindigde hij daar als tweede in de Zwitsers topscorerslijst met 27 doelpunten. Een jaar later keerde Theunissen terug naar Nederland waar hij een seizoen bij Fortuna '54 speelde en nadien twee seizoenen bij Telstar. In 1970 verkaste hij opnieuw naar Young Boys. Na 18 jaar als betaald voetballer sloot hij in 1974 zijn spelersloopbaan af bij Heracles.

### Statistieken
| Seizoen | Club        | Land        | Competitie       | Duels | Goals |
| ------- | ----------- | ----------- | ---------------- | ----- | ----- |
| 1956/57 | Vitesse     | Nederland   | Eerste divisie B | 11    | 2     |
| 1957/58 | Vitesse     | Nederland   | Eerste divisie A | 30    | 8     |
| 1958/59 | Vitesse     | Nederland   | Eerste divisie B | 26    | 5     |
| 1959/60 | Vitesse     | Nederland   | Eerste divisie A | 27    | 9     |
| 1960/61 | DOS         | Nederland   | Eredivisie       | 29    | 20    |
| 1961/62 | DOS         | Nederland   | Eredivisie       | 32    | 9     |
| 1962/63 | Heracles    | Nederland   | Eredivisie       | 28    | 12    |
| 1963/64 | PSV         | Nederland   | Eredivisie       | 30    | 22    |
| 1964/65 | PSV         | Nederland   | Eredivisie       | 9     | 6     |
| 1964/65 | Young Boys  | Zwitserland | Nationalliga A   | 15    | 7     |
| 1965/66 | Young Boys  | Zwitserland | Nationalliga A   | 24    | 27    |
| 1966/67 | Young Boys  | Zwitserland | Nationalliga A   | 20    | 9     |
| 1967/68 | Fortuna '54 | Nederland   | Eredivisie       | 30    | 8     |
| 1968/69 | Telstar     | Nederland   | Eredivisie       | 34    | 8     |
| 1969/70 | Telstar     | Nederland   | Eredivisie       | 29    | 3     |
| 1970/71 | Young Boys  | Zwitserland | Nationalliga A   | 25    | 4     |
| 1971/72 | Young Boys  | Zwitserland | Nationalliga A   | 23    | 1     |
| 1972/73 | Young Boys  | Zwitserland | Nationalliga A   | 16    | 0     |
| 1973/74 | Young Boys  | Zwitserland | Nationalliga A   | 8     | 0     |
| 1973/74 | Heracles    | Nederland   | Eerste divisie   | 17    | 1     |
| Totaal  | Totaal      | Totaal      | Totaal           | 463   | 161   |

## Trainersloopbaan
Na afloop van zijn spelersloopbaan was Theunissen in het buitenland werkzaam als trainer, bij achtereenvolgens FC Bern, FC Winterthur, Young Boys, Apollon, FC Grenchen, FC Martigny-Sports en FC Baden.